# General Motors Hy-wire
La Hy-wire è una concept car della casa statunitense General Motors inizialmente presentata al salone di Detroit nel gennaio del 2002. L'auto monta un motore che funziona tramite celle a combustibile a idrogeno ed utilizza un sistema drive-by-wire, viene cioè interamente controllata tramite sistemi elettronici. Per scegliere il nome, la General Motors chiese a degli scolari ed uno di loro suggerì "Hy-wire" (Hydrogen drive-by-wire).
Già nell'ottobre 2002, la General Motors annunciò, che se tutto fosse andato come da programma, avrebbe introdotto sul mercato il veicolo già nel 2010.

## Design
Grazie al sistema a celle di idrogeno installato sulla Hy-wire si è potuta rimodernare la configurazione di un veicolo classico. Infatti, senza la necessità di un blocco motore convenzionale e di un collegamento meccanico allo sterzo e ai pedali, il sistema di alimentazione ed il motore elettrico sono alloggiati all'interno dello chassis dello spessore di circa 30 cm. Questo dà la possibilità di abbassare il centro di massa dell'auto, ma soprattutto di standardizzare i sistemi di trasmissione. In virtù del fatto che i sistemi di propulsione e di accumulo dell'energia sono installato nello "skateboard", i designer sono liberi di progettare la disposizione dei passeggeri nel modo che considerano più consono. Questo permette di posizionare sullo stesso telaio configurazioni modulari altamente flessibili (come ad esempio una berlina a quattro porte, un mini van e persino un piccolo bus) differenziando la forma della parte superiore del veicolo e l'arrangiamento dei sedili. Il telaio contiene zone di comprimibilità simili a quelle delle automobili convenzionali.

### Guida
Il sistema drive-by-wire insieme alle telecamere in sostituzione degli specchi e agli schermi LCD per il feedback di guida, permettono teoricamente di disporre il sedile del guidatore ovunque; tuttavia la maggior parte delle configurazioni attuali favorisce la posizione del conducente davanti o a fianco dei passeggeri per avere la massima visibilità. La gestione digitale dei controlli implica che né il sedile del guidatore né lo sterzo e l'acceleratore debbano essere fissi. Per esempio il modello del 2003 ha una singola interfaccia di controllo, una sorta di "joystick" che opera su accelerazione, freno e sterzo, che può essere raggiunta da entrambi i sedili anteriori. Il modello del 2004 vede i sedili anteriori montati su una piattaforma rotante che permette ai sedili del guidatore e del passeggero di essere scambiati o posti uno davanti all'altro per una maggiore flessibilità.

### Propulsione
La Hy-wire è mossa da un motore a celle al combustibile capace di generare 94 kW di potenza in maniera continuata e fino a 129 kW per tempi brevi. Le celle sono rifornite di idrogeno da 3 serbatoi di idrogeno compresso posti nello chassis. Con il suo motore elettrico trifase l'auto da 1814 kg può raggiungere la velocità massima di 160 km/h.